# Police Woman
Police Woman é uma série de televisão norte-americana originalmente transmitida pela CBS, entre 1974 e 1978. A série é um  spin-off da série Police Story, surgindo do episódio piloto "The Gamble", que teve participação de Angie Dickinson.
Com o seu desempenho na série, Angie Dickinson venceu o Globo de Ouro de melhor actriz em série dramática em 1974 e foi nomeada para o Emmy Award de melhor actriz numa série dramática três anos consecutivos (1975-1977).

## Enredo

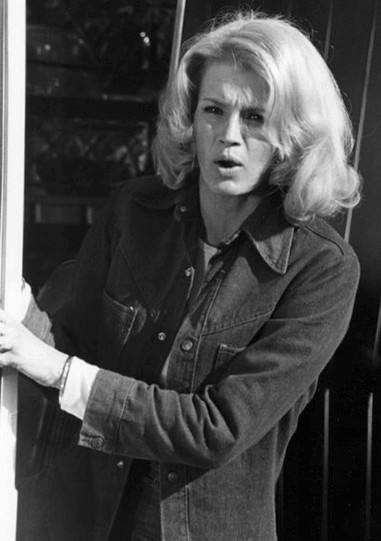
"Pepper", 1975

A ideia para a série surge no episódio piloto da série Police Story, "The Gamble", que teve participação de Angie Dickinson, com uma personagem chamada Lisa Beaumont.
Em Police Woman surge como a sargento Suzanne "Pepper" Anderson (Angie Dickinson), da unidade criminal da polícia de Los Angeles. O Sergento William "Bill" Crowley (Earl Holliman) é o seu superior imediato e Pete Royster (Charles Dierkop) e Joe Styles (Ed Bernard) membros da sua equipa de investigação. 
A equipa investiga todo o tipo de crimes, desde violações a casos relacionados com tráfico de droga.
A equipa, e principalmente Pepper, actua habitualmente sob disfarce para chegar mais próximo dos suspeitos e obter informações. Ao longo da série Pepper disfarça-se de prostituta, enfermeira, professora, bailarina, entre muitos outros. 

## Elenco
- Angie Dickinson .... Suzanne "Pepper" Anderson
- Earl Holliman .... Bill Crowley
- Ed Bernard .... Joe Styles
- Charles Dierkop .... Pete Royster